# Madagaskarparadijsmonarch
De Madagaskarparadijsmonarch (Terpsiphone mutata) is een zangvogel uit de familie Monarchidae (monarchen).

## Verspreiding en leefgebied
Deze soort komt voor op Madagaskar en de Comoren en telt vijf ondersoorten:
- T. m. mutata: Madagaskar.
- T. m. pretiosa: het eiland Mayotte in de oostelijke Comoren.
- T. m. vulpina: het eiland Anjouan in de centrale Comoren.
- T. m. voeltzkowiana: het eiland Mohéli in de westelijk-centrale Comoren.
- T. m. comorensis: het eiland Grande Comore in de westelijke Comoren.

Een Madagaskarparadijsmonarch was te zien in de tweede aflevering van de Britse natuurfilmdocumentaireserie Madagascar.

## Status
De grootte van de populatie is niet gekwantificeerd maar de soort wordt omschreven als wijdverspreid en algemeen op Madagaskar. Op de Rode lijst van de IUCN heeft deze soort de status niet bedreigd.